# Заргишиев, Мурад Расильевич
Мурад Расильевич Заргишиев (род. 19 августа 1969 года, Терекли-Мектеб, Дагестанская АССР, РСФСР, СССР) — член Верховного Совета Российской Федерации (1990—1993).

## Биография
Родился 19 августа 1969 года в селе Терекли-Мектеб Ногайского района Дагестанской АССР. По национальности — ногаец 

## Образование
Выпускник Дагестанского госуниверситета им. В. И. Ленина.

## Политическая деятельность
Член КПСС до августа 1991 года.

### Избрание народным депутатом РСФСР
В 1990 году избран народным депутатом РСФСР. Член Комиссии Совета Национальностей Верховного Совета РСФСР по культурному и природному наследию народов РСФСР.

### Работа в Госдуме
С 1994 по 2013 год — эксперт Государственной Думы Федерального Собрания РФ, член рабочей группы по подготовке Закона «О свободе совести и религиозных организациях», заместитель председателя Экспертно-консультативного Совета при Комитете Государственной Думы по делам общественных объединений и религиозных организаций.